# منظار الأذن
منظار الأذن (بالإنجليزية: Otoscope)‏ هو جهاز طبي يستخدم في النظر إلى داخل الأذن. يستخدم الأطباء منظار الأذن أثناء الفحوصات للكشف عن الأمراض ذات الأعراض المتعلقة بالأذن. من الممكن باستخدام منظار الأذن النظر إلى الأذن الخارجية والأذن الوسطى.
يتكون منظار الأذن من مقبض ورأس. يحتوي الرأس على منبع ضوئي وعدسة. كما يوجد على رأس المنظار وصلة يتم استبدالها بعد الفحص للحفاظ على نظافة الجهاز ومنع انتقال العدوى.
تحتوي العديد من طرازات منظار الأذن على نافذة صغيرة تسمح للفاحص بإدخال أدوات من خلالها داخل قناة الأذن مثلاً من أجل إزالة شمع الأذن.
تعمل بعض المناظير على التيار الكهربائي العادي، وبعضها يكون محمولاً يعمل على البطاريات التي تكون موجودة ضمن مقبض المنظار، وغالباً ماتكون هذه البطاريات قابلة للشحن وذلك بوضع الجهاز على قاعدته.
بالإضافة إلى فحص الأذن من الممكن أن يستخدم الجهاز أيضاً لفحص تجاويف الأنف أو الحنجرة.

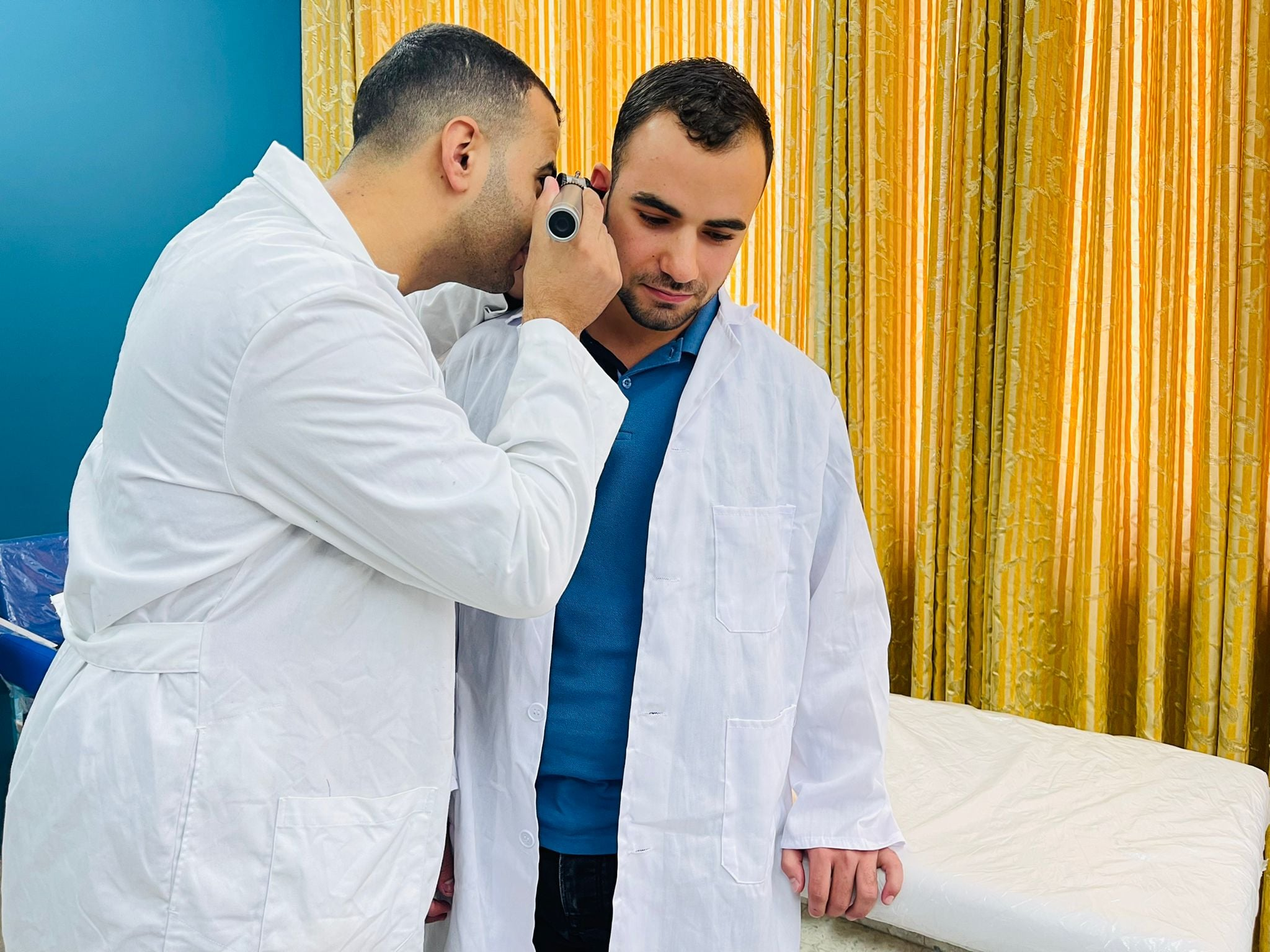
إجراء فحص منظار الأذن

## وصلات خارجية
- أحد أنواع مناظير الأذن على يوتيوب